# West Flanders Tribes
De West Flanders Tribes is een voormalig Belgisch American-footballteam. Hun thuisregio was West-Vlaanderen, met Oostende en Izegem als twee kernsteden.
De Tribes maakten tot 2012 deel uit van de Flemish Football League-conferentie in de Belgian Football League. Beide kernsteden gingen uit elkaar en stichtten elk hun eigen teams: de Izegem Tribes en Ostend Pirates.

## Geschiedenis
De Mouskron Redskins waren een American-footballteam dat in 1986 aan het eerste Belgische kampioenschap deelnamen en kampioen werden.  De kampioenschap was ook het einde van de Mouskron Redskins.  Sommige spelers richtten drie jaren later in 1989 de nieuwe Redskins in Izegem op.

## Prestaties
- 1999: vice-Belgisch kampioen
- 2000: Belgisch kampioen
- 2001: Belgisch kampioen (perfect season 7-0-0)
- 2006: Vlaams en Belgisch kampioen[4]
- 2007: Vlaams en Belgisch kampioen (ongeslagen seizoen 9-0-1)
- 2008: Vlaams en Belgisch kampioen (perfect seizoen 10-0-0)
- 2009: Vlaams en Belgisch kampioen (perfect seizoen 10-0-0)[5]
  - 2009: winnaar van de Atlantic Cup
- 2010: Vlaams en Belgisch kampioen (perfect seizoen 10-0-0)
- 2011: Vlaams en Belgisch kampioen (perfect seizoen 10-0-0)

Belgian Bowl

Gerelateerde onderwerpen: European Federation of American Football (EFAF) · American Football Bond Nederland · Tulip Bowl